# Mount Boennighausen
Mount Boennighausen ist ein schneebedeckter und 2971 m hoher Berg im westantarktischen Marie-Byrd-Land. In der Ames Range ragt er 6 km südsüdwestlich des Mount Kosciusko auf.
Der United States Geological Survey kartierte ihn anhand eigener Vermessungen und Luftaufnahmen der United States Navy aus den Jahren von 1959 bis 1965. Das Advisory Committee on Antarctic Names benannte ihn 1974 nach Lieutenant Commander Thomas L. Boennighausen vom Civil Engineer Corps der US Navy, Verantwortlicher für das Kernkraftwerk auf der McMurdo-Station im Jahr 1966 und Mitglied des Kommandostabes der Unterstützungseinheiten der US Navy in Antarktika von 1969 bis 1970 und von 1970 bis 1971.